# Liste der Stolpersteine in Mainstockheim

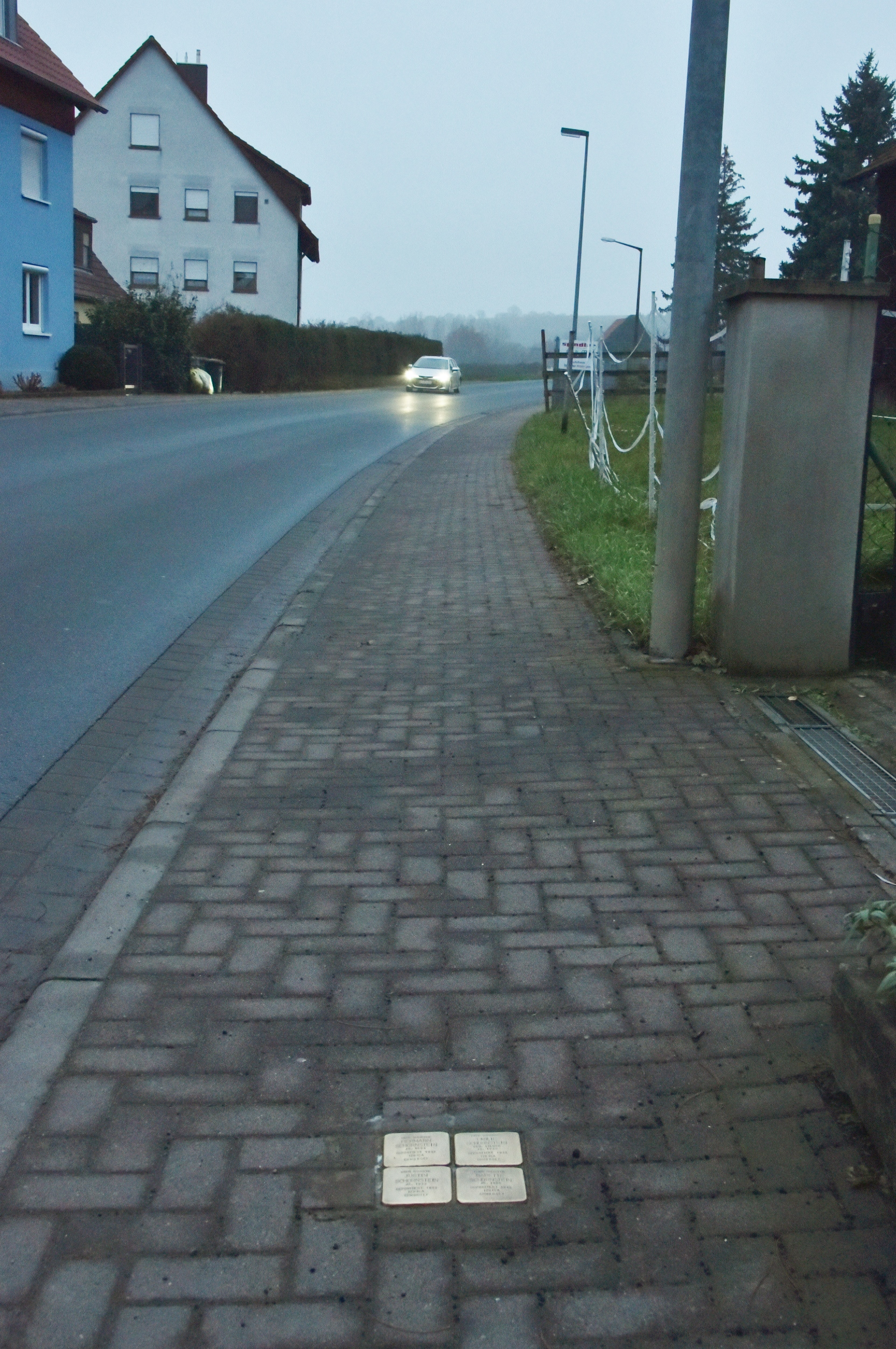
Stolpersteine in Mainstockheim

Die Liste der Stolpersteine in Mainstockheim enthält alle Stolpersteine, die im Rahmen des gleichnamigen Kunst-Projekts von Gunter Demnig in Mainstockheim verlegt wurden. Mit ihnen soll Opfern des Nationalsozialismus gedacht werden, die in Mainstockheim lebten und wirkten.
Die erste Verlegung in Mainstockheim fand am 18. November 2011 statt.

## Verlegte Stolpersteine
In Mainstockheim wurden acht Stolpersteine an zwei Adressen verlegt.
| Stolperstein | Inschrift                                                                           | Verlegeort     | Name, Leben |
| ------------ | ----------------------------------------------------------------------------------- | -------------- | --- |
|              | HIER WOHNTE HERBERT RINDSBERG JG. 1926 DEPORTIERT 1942 IZBICA ERMORDET              | Mühlweg 9      | Herbert Rindsberg wurde 1926 in Mainstockheim geboren. |
|              | HIER WOHNTE KURT RINDSBERG JG. 1928 DEPORTIERT 1942 IZBICA ERMORDET                 | Mühlweg 9      | Kurt Rindsberg wurde 1928 in Mainstockheim geboren. |
|              | HIER WOHNTE RIKA RINDSBERG GEB. RINDSBERG JG. 1893 DEPORTIERT 1942 IZBICA ERMORDET  | Mühlweg 9      | Rika Rindsberg geb. Rindsberg, auch Ricka, wurde am 7. April 1893 in Uehlfeld geboren. Ihre Eltern waren Hirsch Rindsberg (1853–1934) und Rosa geb. Dingfelder (1858–1921). Sie hatte acht Geschwister. Sie heiratete den Weinhändler Siegfried Rindsberg, der in Mainstockheim wohnte. Das Paar hatte drei Söhne, Werner (geboren 1924), Herbert (geboren 1926) und Kurt (geboren 1928). Ihr Ehemann war Mitgründer des Fußballvereins 1. FC Mainstockheim. Im Rahmen der Novemberpogrome 1938 wurden der Ehemann und der erst 14-jährige Sohn Walter verhaftet. Obwohl der Sohn nach wenigen Tagen und der Ehemann nach ein paar Wochen entlassen wurde, war der Familie klar, dass jüdisches Leben in Deutschland unmöglich geworden war. Der älteste Sohn wurde zwecks Studien nach Belgien geschickt und die Familie bemühte sich um Papiere für die Ausreise in die Vereinigten Staaten, was jedoch nicht glückte. Werner konnte auf abenteuerliche Weise vor den deutschen Invasoren flüchten, gelangte nach Südfrankreich und von dort in die Vereinigten Staaten. Er überlebte. Rika Rindsberg, ihr Ehemann und die beiden jüngeren Söhne wurden am 23. März 1942 von Nazi-Schergen nach Kitzingen verbracht und danach nach Izbica verschleppt. Alle vier Familienmitglieder wurden im Zuge der Shoah ermordet, wann und wo ist nicht bekannt. Sohn Werner, der sich in den USA Walter Reed nannte und 1943 US-Staatsbürger wurde, kehrte nach dem Untergang des NS-Regimes in Uniform zurück und suchte vergeblich nach seiner Familie. Er kam in den Nachkriegsjahren mehrfach nach Deutschland und sprach in Schulen. |
|              | HIER WOHNTE SIEGFRIED RINDSBERG JG. 1891 DEPORTIERT 1942 IZBICA ERMORDET            | Mühlweg 9      | Siegfried Rindsberg wurde am 14. Oktober 1891 in Egenhausen geboren. Er war ein Einzelkind, seine Eltern waren Moritz Rindsberg (1859–1921) und Hannchen geb. Stern (1859–1942). Er wurde Weinhändler und heiratete Rika geb. Rindsberg. Das Paar hatte drei Söhne, Werner (geboren am 27. Februar 1924), Herbert (geboren 1926) und Kurt (geboren 1928). Er war Mitgründer und Vorsitzender des Fußballvereins 1. FC Mainstockheim. Im Rahmen der Novemberpogrome 1938 wurden Siegfried Rindsberg und der 14-jährige Sohn Werner verhaftet. Während der Sohn nach drei Tagen freigelassen wurde, verschleppten die NS-Männer den Vater für mehrere Wochen nach Dachau. Walter wurde zum Schulbesuch nach Belgien geschickt; nach Ausbruch des Zweiten Weltkriegs gelang ihm – gemeinsam mit weiteren hundert Kindern – die abenteuerliche Flucht nach Südfrankreich. Bekannt wurden die Flüchtenden als „die Kinder von La Hille“. Die restliche Familie wollte in die Vereinigten Staaten auswandern, was jedoch nicht glückte. Siegfried Rindsberg, seine Frau und die beiden jüngeren Söhne wurden am 23. März 1942 von Nazi-Schergen nach Kitzingen verbracht und danach nach Izbica verschleppt. Alle vier Familienmitglieder wurden im Zuge der Shoah ermordet, wann und wo ist nicht bekannt. Seine Mutter starb 1942 in einem Würzburger Altersheim, kurz nach der Deportation von Sohn, Schwiegertochter und Enkelsöhnen. Sohn Werner, der sich in den USA Walter W. Reed nannte veröffentlichte 2015 seine Erlebnisse unter dem Titel "Children of La Hille: Eluding Nazi Capture During World War II". Nach dem Untergang des NS-Regimes kam er mehrfach nach Deutschland und sprach in Schulen. Er charakterisierte den Verlust seiner Familie so: „Zerstörte Leben kann man nicht ersetzen.“ |
|              | HIER WOHNTE BABETTE SCHORNSTEIN JG. 1928 DEPORTIERT 1942 IZBICA ERMORDET            | Hauptstraße 25 | Babette Schornstein |
|              | HIER WOHNTE EMILIE SCHORNSTEIN GEB. SILBER JG. 1886 DEPORTIERT 1942 IZBICA ERMORDET | Hauptstraße 25 | Emilie Schornstein geb. Silber |
|              | HIER WOHNTE HERMANN SCHORNSTEIN JG. 1894 DEPORTIERT 1942 IZBICA ERMORDET            | Hauptstraße 25 | Hermann Schornstein |
|              | HIER WOHNTE JUSTIN SCHORNSTEIN JG. 1923 DEPORTIERT 1942 IZBICA ERMORDET             | Hauptstraße 25 | Justin Schornstein |

## Verlegedaten
Die Stolpersteine von Mainstockheim wurden vom Künstler persönlich an folgenden Tagen verlegt:
- 18. November 2011: Mühlweg 9
- 16. Oktober 2015: Hauptstraße 25

Die Steine wurden auf Vorschlag des Fördervereins Alte Synagoge Kitzingen gesetzt und unter anderem durch Spenden von Privatpersonen finanziert.